# 東山麻美
東山 麻美（ひがしやま まみ、1977年6月11日 - ）は、日本の女優、声優、シンガーソングライター。兵庫県姫路市出身。本名は岩谷麻美。ジャパン・ミュージックエンターテインメント、フリー、サンミュージックブレーンを経てジェネレーション・イレブン・ピクチャーズ所属。

## 人物
- 1997年、スーパー戦隊シリーズ『電磁戦隊メガレンジャー』で今村みく / メガピンクを演じる[3]。
- 2001年、テレビアニメ『地球少女アルジュナ』で主人公・有吉樹奈の声を演じる。
- 2005年7月7日に東山マミへ改名したが、2006年5月27日に再び東山麻美へ戻した。
- 2012年、サンミュージックブレーンを離籍。
- 2013年2月1日、ジェネレーション・イレブン・ピクチャーズとエージェント契約。
- 2017年3月21日、結婚。
- 好きなアーティストにビートルズ、菅野よう子、奥田民生、小泉今日子等を挙げ、シンガーソングライターとしてライブも行っている。
- メガレンジャー撮影当時は、アクション監督の竹田道弘の俺様スパルタ指導と人の感情に寄り添う繊細さにギャップを感じ、好意を抱いてたことをしばしば思い出すという[6]。
- 趣味はホットヨガ、散歩、アート、掃除。中学時代はバレーボールをやっていた[3]。

## 出演
太字はメインキャラクター。

### テレビドラマ
- Change! 第1話・3話・4話（1995年7月25日・8月8日・15日、テレビ朝日）
- 名探偵保健室のオバさん 第1話（1997年1月6日、テレビ朝日） - 藤原真由美 役
- スーパー戦隊シリーズ（テレビ朝日）
  - 電磁戦隊メガレンジャー（1997年2月14日 - 1998年2月15日） - 今村みく / メガピンク 役
  - 轟轟戦隊ボウケンジャー 第19話・20話・41話・42話・48話（2006年7月9日・16日・12月10日・17日・2007年2月4日） - ケイ 役
- やんちゃくれ（1998年、NHK総合） - 真理子 役
- Tears〜祝電〜 第6話（1998年11月5日、テレビ朝日） - 永井香緒里 役
- この冬の恋（2002年2月1日、フジテレビ） - ウェイトレス 役
- お美也 第2・3話（2002年4月12日・19日、NHK総合） - 女中きく 役
- スクープ（2002年10月14日、TBS） - 香山敏子 役
- 松本清張没後10年特別企画 たづたづし（2002年11月27日、テレビ東京） - 北浜レイ 役
- キソウの女（2003年10月18日、テレビ朝日）
- プライド 第4話（2004年2月2日、フジテレビ）
- ミニモニ。でブレーメンの音楽隊 第10・12話（2004年3月13日・27日、NHK教育） - 節子 役
- 結婚のカタチ（2004年10月4日 - 11月11日、NHK総合） - 今井麻子 役
- 黄落、その後（2005年2月27日、テレビ東京）
- 介護エトワール（2006年9月18日、NHK総合） - 馬場梅雄の妻 役
- 週刊 赤川次郎 第7話- 10話（2007年8月14日 - 9月4日、テレビ東京） - 大友恵 役
- 七瀬ふたたび 第4話（2008年10月30日、NHK総合） - 小山さやか 役
- 帝王 第3話（2009年7月29日、TBS）
- ハンチョウ3〜神南署安積班〜 第11話（2010年9月13日、TBS） - 藤井佐智子 役
- ハンチョウ5〜警視庁安積班〜 第8話（2012年5月28日、TBS）

### テレビアニメ
- 地球少女アルジュナ（有吉樹奈）
- 天保異聞 妖奇士（ニナイ）
- 湾岸ミッドナイト（村上ミカ）
- 屍姫 玄（詩条響）
- 戦隊レッド 異世界で冒険者になる（2025年、女子生徒）

### 映画
- MSTRBTN ミスターバッテン（2002年5月4日）
- 竜馬の妻とその夫と愛人（2002年9月14日、東宝） - 妹 役
- レディ・ジョーカー（2004年12月11日、東映） - 早苗 役
- ZOO「SEVEN ROOMS」（2005年3月19日、東映） - ミドリ 役
- いらっしゃいませ、患者さま。（2005年6月4日、松竹） - 患者 役
- チェリーパイ（2006年10月7日、アップリンク）
- みづうみ（2007年4月21日、モブシネマ） - 挿入歌
- WHITE MEXICO（2007年8月18日、エピックレコードジャパン）
- おまえうまそうだな（2010年10月16日、東京テアトル） - 声の出演
- ゆい（公開未定） - くるるの母 京子 役[7]

### オリジナルビデオ
- スーパー戦隊シリーズ（東映）
  - 電磁戦隊メガレンジャースーパービデオ きみもなれるぞ!メガヒーロー（1997年） - 今村みく 役
  - 電磁戦隊メガレンジャーVSカーレンジャー（1998年3月13日） - 今村みく / メガピンク 役
  - 星獣戦隊ギンガマンVSメガレンジャー（1999年3月12日） - 今村みく / メガピンク 役
  - 百獣戦隊ガオレンジャーVSスーパー戦隊（2001年8月10日） - 今村みく / メガピンク 役
- 裏ゼニ学 法の穴商売（2001年1月26日、大映）
- 裏ゼニ学2 なにわ金法廷（2001年3月9日、大映）

### 舞台
- カノン
- 暗闇のレクイエム
- 路地裏の優しい猫
- Chicken Soup
- 日本文学全集
- サムライデュオ
- 心は孤独なアトム
- 悲しき天使2004
- 奴が現れたら消える
- 人魚姫

### ゲーム
- ユーラシアエクスプレス殺人事件（片岡つばさ）
- the FEAR（岡本綾）